# Odiellus brevispina
Odiellus brevispina is een hooiwagen uit de familie echte hooiwagens (Phalangiidae).